# Voskhod (Tàu cánh ngầm)

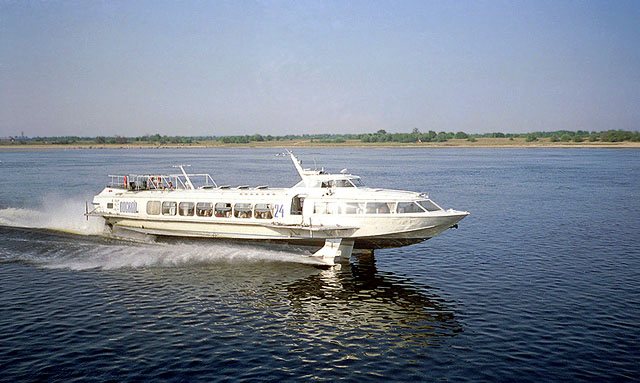
Một tàu cánh ngầm Voskhod trên sông Volga river gần Balakhna (2002).

Voskhod (tiếng Nga: Восход, Bình minh) (Thiết kế 352 và Thiết kế 03521) là một kiểu tàu cánh ngầm chở khách được sản xuất tại Liên Xô và sau này là tại Ukraina. Chúng được thiết kế hoạt động trên các con sông và hồ, nhưng nhờ có các tính năng đi biển tốt, những chiếc tàu này có thể hoạt động cả tại các vùng ven biển.

## Lịch sử
Voskhod được thiết kế để thay thế các tàu cánh ngầm kiểu cũ: Raketas và
Meteors. Chiếc tàu đầu tiên thuộc kiểu này được đóng tại nhà máy đóng tàu Morye ở Theodosia tại Krym. Tới đầu những năm 1990, khoảng 150 chiếc Voskhod đã được sản xuất. Tuy nhiên, việc chế tạo đã hầu như dừng lại sau đó, vì những vấn đề nhà máy sản xuất gặp khó khăn trong việc thích ứng với tình hình kinh tế mới của đất nước
.

## Sử dụng trên thế giới
Ngoài Liên Xô, những chiếc tàu cánh ngầm Voskhod đã được xuất khẩu tới 18 quốc gia khác, gồm Canada, Hy Lạp, Việt Nam, Trung Quốc, Hà Lan, Áo, Hungary, Bulgaria, Thái Lan, Thổ Nhĩ Kỳ. Gần đây một số chiếc Voskhod (model Voskhod-2M FFF, cũng được gọi là Eurofoil), đã được sản xuất cho công ty vận tải công cộng Hà Lan Connexxion.
Tại Hà Lan, những chiếc tàu cánh ngầm Voskhod Eurofoil hoạt động trên Kênh Biển Bắc giữa ga xe lửa Trung tâm Amsterdam và Velsen gần bờ Biển Bắc . Thời gian chạy trung bình một tiếng rưỡi, và nó là một phần của mạng lưới vận tải phục vụ cả cho cư dân và du khách. Những con tàu đã được chuyển đổi cho thị trường Hà Lan để có thể chở cả xe đạp của hành khách ở khoang trên.
Khi tuyến đường lần đầu tiên mở cửa năm 1998, nó sử dụng bốn tàu Voskhod trước kia đã từng hoạt động tại Ukraine. Năm 2002, ba chiếc tàu mới đã được chế tạo cho Connexxion tại Theodosia (Nos. 604, 605, 606; tuy nhiên, tại Hà Lan, mỗi chiếc có một "tên riêng"). Connexxion sau đó đã bán những chiếc tàu cũ, nhưng chiếc thứ tư, tên là "Annemarie", được công ty giữ lại làm tàu dự phòng.
Đặc điểm kỹ thuật:
- Sức chứa: 71 hành khánh
- Chiều dài: 27,6 mét (91 ft)
- Chiều rộng: 6,4 mét (21 ft)
- Mức chìm (chìm): 2,1 mét (6 ft 11 in)
- Mức chìm (cánh ngầm): 1,1 mét (3 ft 7 in)
- Tốc độ thông thường: 60 kilômét trên giờ (37 mph) (33 knots)
- Công suất động cơ: 810 kW (1090 mã lực)
- Tầm hoạt động: 500 km